# العلامة السماوية (كتاب)
نيشان أسماني أو العلامة السماوية أو شهادة المُلهمين (نُشر لأول مرة في حزيران 1892) هو كتاب أردي من تأليف ميرزا غلام أحمد، مؤسس الجماعة الإسلامية الأحمدية. يحتوي على تعليق على الآيات النبوية للولي الصوفي لشاه نعمة الله والي (1330-1431 م) في القرن الرابع عشر والتي تتعلق بظهور المسيح والمهدي كما نقلها شاه إسماعيل دهلوي (1779-1831 م) في كتابه الأربعين في أحوال المهديين (1851). ترجم محمد أكرم غوري الكتاب إلى الإنجليزية، ونشرته دار الإسلام الدولية للنشر.

## روابط خارجية
العلامة السماوية 1892